# Sinjaja ptitsa
Sinjaja ptitsa (russisk: Синяя птица) er en sovjetisk animationsfilm fra 1970 af Vasilij Livanov.